# Валенсия, Эстебан (1972)
Эстебан Валенсия (исп. Esteban Andrés Valencia Bascuñán; род. 8 января 1972, Сантьяго) — чилийский футболист и тренер, выступавший на позиции полузащитника. Известен своими выступлениями за клуб «Универсидад де Чили», с которым выиграл пять чемпионатов Чили и два Кубка Чили.

## Биография
Эстебан Валенсия родился 8 января 1972 года в Сантьяго, Чили. Свою футбольную карьеру он начал в клубе «Универсидад де Чили», где дебютировал в 1991 году. В 1993 году он был отдан в аренду в клуб «Провинсиаль Осорно», где провёл один сезон, сыграв 27 матчей и забив 5 голов. В 1994 году Валенсия вернулся в «Универсидад де Чили» и стал ключевым игроком команды, выиграв пять чемпионатов Чили (1994, 1995, 1999, 2000, 2004) и два Кубка Чили (1998, 2000).
В 2000 году Валенсия перешёл в аргентинский клуб «Колон», где провёл два сезона, сыграв 39 матчей и забив 3 гола. В 2001 году он вернулся в Чили, где играл за «Депортес Пуэрто-Монт», «Палестино» и «Универсидад Католика». В 2004 году он снова вернулся в «Универсидад де Чили», где завершил карьеру в 2006 году. В 2007—2008 годах Валенсия играл за индонезийский клуб «Персеги Бали», где и завершил свою игровую карьеру.

### Международная карьера
Эстебан Валенсия дебютировал за сборную Чили 30 апреля 1994 года в матче против США. Всего он провёл 48 матчей за национальную команду, забив 4 гола. Он участвовал в Кубке Америки 1995, 1997 и 1999 годов, а также в отборочных матчах к чемпионатам мира 1998 и 2002 годов.

### Тренерская карьера
После завершения игровой карьеры Валенсия начал тренерскую деятельность в молодёжной системе «Универсидад де Чили» в 2012 году. В 2018 и 2021 годах он временно возглавлял первую команду клуба. В 2024 году он стал тренером молодёжной команды «Депортес Темуко», а затем был назначен временным главным тренером первой команды.